# Matthijs Boissevain
Matthijs Gideon Jan Boissevain (Amsterdam, 24 april 1916 – Noank, 8 maart 1998) was een Nederlands-Amerikaanse nucleaire ingenieur.
Nadat hij het lyceum had afgewerkt in Amsterdam, emigreerde hij naar de Verenigde Staten. Hij was enige tijd in Montana aan de slag als cowboy en behaalde een diploma aan het Massachusetts Institute of Technology (1938).
In de Tweede Wereldoorlog werd hij toegewezen aan het Manhattanproject. Hij hielp er Eugene Wigner in diens Metallurgisch Laboratorium in Chicago om een watergekoelde reactor te ontwikkelen voor de productie van plutonium.
Nadien ging hij zich toeleggen op de aandrijving van kernonderzeeërs. Van 1951 tot 1962 werkte hij als ingenieur voor de Electric Boat Company aan de USS Seawolf. De aandrijving ervan gebeurde door een natriumgekoelde kweekreactor. Ondanks de succesvolle ingebruikname koos admiraal Hyman Rickover er uiteindelijk voor om deze familie niet verder te ontwikkelen en alle middelen te laten vloeien naar de hogedrukaandrijving zoals gebruikt voor de Nautilus.
Na een kort intermezzo waarin hij voorzitter was van Astra, keerde Boissevain terug naar EB. Vervolgens was hij eveneens betrokken bij het Tridentprogramma (1971-1979).